# The Presets
The Presets — австралийский дуэт из Сиднея, состоящий из Джулиана Гамильтона и Кима Мойеса. Впервые они встретились в Сиднейской консерватории, где оба проходили обучение. В сентябре 2005 года, они презентовали свой дебютный альбом, Beams, встреченный критиками дружелюбно. Их второй альбом, Apocalypso, увидел свет 12 апреля 2008 года и имел успех как коммерческий, так и среди критиков. The Presets участвовали в ARIA Awards и победили в номинациях «Лучшая танцевальная новинка» и «Лучшая группа», а также стали первым электронщиками, получившими награду «Альбом года». Позже, в 2009 они взяли награду APRA Awards как «Лучшие авторы текста года» и как «Лучшая танцевальная новинка» за Talk Like That.

## История

### 2003—2004
The Presets выпустили свой первый мини-альбом Blow Up в 2003 году, популярность которого стала началом их карьеры. После, в 2004 году, выходит их второй мини-альбом Girl and the Sea.

### 2005—2006
20 мая 2005 года The Presets презентуют свой дебютный альбом, Beams, в поддержку которому выходит сингл «Are You the One?». Ремикс на песню, сделанный французским DJ Lifelike, позже был использован в рекламе BMW 1 Series в Австралии.
Впоследствии, The Presets отправляются в тур по Великобритании и США на три года. Будучи в Соединённом королевстве, дуэт выпускает Down Down Down и I Go Hard, I Go Home в 2006 году. Оба сингла были эксклюзивом для Великобритании.

### 2007—2010
К концу тура, The Presets представляют очередной сингл «Truth & Lies», включающий 2 трека. Но, как и предыдущие два, исключительно для Великобритании.
В конце 2007 года, The Presets выпускают «My People» (первый сингл с альбома Apocalypso) и отправляются с Daft Punk и их туром NeverEverLand по Австралии.
Альбом Apocalypso увидел свет 12 апреля 2008 и стартовал с первой строчки в альбомных чартах ARIA. Он достиг первой позиции на iTunes за несколько недель и стал дважды платиновым (140,000 копий) в Австралии.
В мае 2008 года The Presets презентуют мини-альбом, сингл и издание со всеми ремиксами на «This Boy's In Love».
В октябре 2008 года, коллектив выигрывает шесть наград на церемонии ARIAs’08, включая «Продюсер года», «Лучшее оформление альбома», «Лучший клип», «Лучшая танцевальная новинка», «Лучшая группа» и «Альбом года», и становится первой электронной группой, получившей «Альбом года» на церемонии ARIA.
В декабре 2008 года они получили J Award за 'Австралийский альбом года'.
The Presets появились в Triple J’s Hottest 100 2008 3 раза, с «Yippiyo-Ay» на 56 позиции, «This Boy’s In Love» на 8 позиции и «Talk Like That» на 6.
The Presets выступали 14 марта 2009 года на Sound Relief в Sydney Cricket Ground, который являлся благотворительным концертом для жертв лесных пожаров в Виктории и наводнений в Квинсленде. Вместе с ними выступали, Coldplay, Eskimo Joe, Hoodoo Gurus, Icehouse, Jet, Josh Pyke, Little Birdy, Wolfmother, You Am I и другие артисты.
The Presets повлияли на последний альбом Black Eyed Peas — The E.N.D. Во время релиза, will.i.am заметил, что источником вдохновения послужило путешествие в Австралию и, в особенности, звучание композиции.

### 2011—настоящие дни
Объездив мир, The Presets раздали сотни интервью различным журналистам и публично выразили свою тревогу насчёт того, что журналисты полагаются только на информацию, вывешенную об участниках на Википедии. Julian Hamilton в интервью Rolling Stone Australia сказал: «Нам вечно задают одни и те же шесть вопросов. Мы должны вывесить на нашей страничке в Википедии ‘мы действительно любим, когда журналисты проверяют эту страницу, прежде чем задавать нам вопросы.’»
На своей странице в Facebook музыканты объявили о своей работой над третьим альбомом, который должен увидеть свет в 2011, а также о планах насчёт тура в его поддержку.

## Участники
- Джулиан Гамильтон — вокал, клавишные
- Ким Мойс — ударные, клавишные

## Дискография

### Студийные альбомы
- 2005: Beams (#67, золотой)
- 2008: Apocalypso (#1, трижды платиновый)
- 2012: Pacifica
- 2018: Hi Viz

### Сборники
- 2006: Resets

### Мини-альбомы
- 2004: Blow Up
- 2008: iTunes Live from Sydney

### Синглы
- 2003: «Beat On / Beat Off»
- 2004: «Girl and the Sea»
- 2005: «Are You the One?» AUS #68
- 2006: «Down Down Down»
- 2006: «I Go Hard, I Go Home»
- 2007: «Truth & Lies»
- 2007: «My People» AUS #5 (Longest staying Australian-released single in ARIA Top 100 history) дважды платиновый
- 2008: «This Boy's in Love» AUS #23, US Dance Club Play #25 Gold Sales
- 2008: «Talk Like That» AUS #11 Platinum Sales
- 2008: «Yippiyo-Ay» AUS #94
- 2009: «If I Know You» AUS #57, US Dance Club Play #17
- 2009: «Kicking and Screaming»
- 2014: «Goodbye Future»
- 2017: «Do What You Want» — видео
- 2018: «14U+14ME»
- 2018: «Downtown Shutdown» — видео

### Ремиксы
- 2004: The Dissociatives — «We’re Much Preferred Customers»
- 2005: Midnight Juggernauts — «Devil Within»
- 2005: Paul Mac — «It’s Not Me, It’s You»
- 2006: Caged Baby — «Hello There»
- 2006: Lenny Kravitz — «Breathe»
- 2007: Howling Bells — «Low Happening»
- 2007: Silverchair — «Straight Lines»
- 2007: Architecture in Helsinki — «Heart It Races»
- 2010: Sarah Blasko — «Hold On My Heart»
- 2010: Kings of Leon — «Closer»

## Награды
- 2008 ARIA Award — лучшая танцевальная новинка — Apocalypso
- 2008 ARIA Award — лучшая группа
- 2008 ARIA Award — альбом года — Apocalypso
- 2008 ARIA Award — лучшее оформление альбома — Apocalypso (Artwork by Jonathan Zawada)
- 2008 ARIA Award — лучший клип — My People (Directed by Kris Moyes)
- 2008 ARIA Award — продюсер года — The Presets — Julian Hamilton и Kim Moyes
- 2008 GQ Award — музыкальное представление года
- 2008 SMAC Awards — альбом года — «Apocalypso»
- 2008 J Award — австралийский альбом года — «Apocalypso»
- 2009 APRA Awards — автор текста года — Kim Moyes and Julian Hamilton[14]
- 2009 ARIA Award — лучшая танцевальная новинка — Talk Like That
- 2009 UK Music Video Award — лучший клип — «If I Know You» (режиссёр Eva Husson)